# 末広 (桶川市)
末広（すえひろ）は、埼玉県桶川市の町名。現行行政地名は末広一丁目から三丁目。住居表示実施地区。郵便番号は363-0012。

## 地理
桶川市東部に位置し、地区の南部と東部で上尾市大字上と接している。また、北部で坂田（字細谷ほか）、西部で北、寿、東と隣接する。地内を芝川（芝川都市下水路）が南北に流れ、三丁目に当川の起点がある。旧桶川町域では最も標高が低い地域である。全体的に住宅地が広がっているが、国道17号沿線にはロードサイド店舗などが立地している。

### 地価
住宅地の地価は、2022年の公示地価によれば、末広二丁目6-24の地点で9万7800円/m2となっている。

## 歴史
- 1968年（昭和43年） - 桶川町大字桶川の一部から末広一丁目〜三丁目が住居表示を実施して成立[7][5]。
- 1970年（昭和45年）11月3日 - 桶川町が市制施行し、桶川市の町丁となる[5][8]。

## 世帯数と人口
2022年（令和4年）1月1日現在の世帯数と人口は以下の通りである。
| 丁目       | 世帯数    | 人口    |
| ---------- | --------- | ------- |
| 末広一丁目 | 358世帯   | 721人   |
| 末広二丁目 | 783世帯   | 1,726人 |
| 末広三丁目 | 914世帯   | 2,106人 |
| 計         | 2,055世帯 | 4,553人 |

## 小・中学校の学区
市立小・中学校に通う場合、学区は以下の通りとなる。
| 丁目       | 番地 | 小学校               | 中学校               |
| ---------- | ---- | -------------------- | -------------------- |
| 末広一丁目 | 全域 | 桶川市立桶川東小学校 | 桶川市立桶川東中学校 |
| 末広二丁目 | 全域 | 桶川市立桶川東小学校 | 桶川市立桶川東中学校 |
| 末広三丁目 | 全域 | 桶川市立桶川東小学校 | 桶川市立桶川東中学校 |

## 交通
地内に鉄道は敷設されていない。最寄り駅は高崎線桶川駅であるが、末広二丁目6-24の地点よりおよそ1.1 km離れている。

### 道路
- 国道17号

## 施設
かつては三丁目に桶川青果市場も所在した。
- 桶川市総合福祉センター - 敷地内に伝足立右馬允遠元館跡がある。
  - 桶川東公民館
- 東京電力パワーグリッド桶川変電所
- 桶川市立桶川東中学校
- 末広3丁目集会所
- 桶川市社会福祉協議会
- 桶川市勤労青少年ホーム
- 桶川市芝川ポンプ場[5]
- 末広1丁目児童遊園地